# 希爾城 (堪薩斯州)
希爾城（英語：Hill City）為位在美国堪薩斯州葛蘭姆縣的县城。2010年美國人口普查中該縣城人口有1,474人。

## 歷史
希爾城於1876年設立，使該城市成為葛蘭姆縣最古老的市鎮。城市名稱為城市設立者W. R. Hill所命名。
1878年9月，希爾城設立了第一所郵局。1880年，希爾城成為葛蘭姆縣的縣城。

## 地理
希爾城坐落在北緯39度22分02秒、西經99度50分44秒。根據美国人口调查局的資料，該城市總面積有2.59平方（1.00平方英里），全境為陸地。

### 氣候
2005年6月9日，希爾城南部受到大型龍捲風的襲擊，2011年6月20日，該城市北部再次受到大型龍捲風的襲擊。
2012年6月26日，該城市氣溫高達46.1℃（115℉），短短兩天之內打破了在1933年6月30日沙塵暴期間所造成之高溫而成為6月當中最高氣溫。之後希爾城連續4天的高溫（114℉、111℉、115℉、115℉），在這期間成為美國最炎熱的城市。

## 人口統計
| 调查年                | 人口  | 备注   | %±     |
| --------------------- | ----- | ------ | ------ |
| 1890                  | 545   |        | —      |
| 1900                  | 468   |        | −14.1% |
| 1910                  | 983   |        | 110.0% |
| 1920                  | 732   |        | −25.5% |
| 1930                  | 1,027 |        | 40.3%  |
| 1940                  | 1,115 |        | 8.6%   |
| 1950                  | 1,432 |        | 28.4%  |
| 1960                  | 2,421 |        | 69.1%  |
| 1970                  | 2,071 |        | −14.5% |
| 1980                  | 2,028 |        | −2.1%  |
| 1990                  | 1,835 |        | −9.5%  |
| 2000                  | 1,604 |        | −12.6% |
| 2010                  | 1,474 |        | −8.1%  |
| 2014年估计            | 1,454 | [ 15 ] | −1.4%  |
| U.S. Decennial Census |       |        |        |

### 2010年人口普查
2010年的人口普查中，該城市人口有1,474人，戶數669戶，404個家庭。人口密度為569.1人/平方公里（1,474人/平方英里）。該城市有783棟住宅，平均每平方公里有302.3棟住宅。種族組成方面，91.2%為白人；4.5%為非裔美國人；0.8%為美洲原住民；0.3%為亞洲人；0.3%為來自其他種族；2.8%為來自兩個或以上的種族。而其他族裔如西班牙裔美國人或拉丁美洲人等佔該城市人口的2.5%。
該城市的戶籍數有669戶。其中擁有18歲以下孩童的住戶佔24.2%；已婚夫婦且同居的住戶佔49.8%，無婚姻女性住戶佔6.9%；無婚姻男性住戶佔3.7%；沒有家庭的住戶佔39.6%。平均住戶人數為2.14人，平均家庭人數則是2.76人。
該城市年齡中位數為48歲。其中18歲以下的居民佔20.8%；18歲至24歲的居民佔6.2%；25歲至44歲的居民佔19%；45歲至64歲的居民佔29.9%；65歲以上的居民則佔23.9%。該城市居民有46.9%為男性，53.1%為女性。

### 2000年人口普查
2000年的人口普查中，該城市人口有1,604人，戶數696戶，448個家庭。人口密度為665.9人/平方公里（1,716.3人/平方英里）。該城市有795棟住宅，平均每平方公里有330.1棟住宅。種族組成方面，94.33%為白人；3.43%為非裔美國人；0.19%為美洲原住民；0.44%為亞洲人；0.06%為太平洋島民；0.69%為來自其他種族；0.87%為來自兩個或以上的種族。而其他族裔如西班牙裔美國人或拉丁美洲人等佔該城市人口的1.12%。
該城市的戶籍數有696戶。其中擁有18歲以下孩童的住戶佔26.9%；已婚夫婦且同居的住戶佔54.9%，無婚姻女性住戶佔7.9%；沒有家庭的住戶佔35.5%。平均住戶人數為2.21人，平均家庭人數則是2.80人。
該城市年齡層組成方面，18歲以下的居民佔21.3%；18歲至24歲的居民佔6.0%；25歲至44歲的居民佔21.6%；45歲至64歲的居民佔25.9%；65歲以上的居民則佔25.2%。該城市居民有46.9%為男性，53.1%為女性。該城市年齡中位數為46歲。性別比方面，每100位女性所對應的男性數目為86.1位，如只計算18歲或以上的居民，則是每100位女性所對應的男性數目為82.6位。
該城市每戶平均收入為30,236美元，每個家庭平均收入為36,500美元。男性平均收入26,207美元；女性平均收入18,295美元。該城市人均收入為16,989美元。該城市約有6.2%的家庭、11.1%的人口低於貧窮門檻，其中未滿18歲者佔13.5%，65歲以上者佔11.5%。

## 著名人物
- 查理斯·帕克（英语：Charles V. Park）（1885年－1982年）：知名圖書館員，中密歇根大学裡的查理斯·帕克圖書館（英语：Charles V. Park Library）為其人所命名。

## 延伸閱讀
- History of the State of Kansas; William G. Cutler; A.T. Andreas Publisher; 1883. (Online HTML eBook) （页面存档备份，存于）
- Kansas : A Cyclopedia of State History, Embracing Events, Institutions, Industries, Counties, Cities, Towns, Prominent Persons, Etc; 3 Volumes; Frank W. Blackmar; Standard Publishing Co; 944 / 955 / 824 pages; 1912. (Volume1 - Download 54MB PDF eBook),(Volume2 - Download 53MB PDF eBook), (Volume3 - Download 33MB PDF eBook)

## 外部連結
城市
- City of Hill City （页面存档备份，存于）
- Hill City - Directory of Public Officials

學校
- USD 281 （页面存档备份，存于）, local school district

地圖
- Hill City Map （页面存档备份，存于）, KDOT